# Aprophata semperi
Aprophata semperi es una especie de escarabajo longicornio del género Aprophata, subfamilia Lamiinae. Fue descrita científicamente por Westwood en 1863.
Se distribuye por Filipinas. Mide 18 milímetros de longitud. El período de vuelo ocurre en el mes de mayo.